# Liste der Naturdenkmale in Wörth am Rhein
Die Liste der Naturdenkmale in Wörth am Rhein nennt die im Gemeindegebiet von Wörth am Rhein ausgewiesenen Naturdenkmale (Stand 17. April 2013).

## Naturdenkmale
| Nr.         | Bezeichnung                          | Lage                                                              | Beschreibung                                                                                                   | Bild                                    |
| ----------- | ------------------------------------ | ----------------------------------------------------------------- | --- | --------------------------------------- |
| ND-7334-173 | Ilexbüsche                           | Büchelberg, nördlich des Ortes beim Gutenbrunnen Lage             | Wald mit Stechpalmenbüschen (Ilex aquifolium); flächenhaftes Naturdenkmal, ca. 0,5 ha                          | Direkt Bild zu diesem Denkmal hochladen |
| ND-7334-177 | Riedried                             | Wörth, südöstlich der Stadt; Abteilung Haberacker Lage            | Erlenbruch und Niedermoor; flächenhaftes Naturdenkmal, ca. 6,2 ha; Teilfläche des Naturschutzgebietes Riedried | Direkt Bild zu diesem Denkmal hochladen |
| ND-7334-186 | Hoffmann-Eiche                       | Schaidt, südlich des Ortes am Sportplatz Lage                     | Quercus robur, um 1860 gekeimt                                                                                 | Direkt Bild zu diesem Denkmal hochladen |
| ND-7334-187 | Mammut-Baum                          | Büchelberg, des Ortes; Abteilung Floret Lage                      | Sequoioideae sp., um 1900 gepflanzt                                                                            | Direkt Bild zu diesem Denkmal hochladen |
| ND-7334-188 | Forstmeister-Reif-Eiche              | Schaidt, südlich des Ortes; Abteilung In den Waldäckern Lage      | Quercus robur, um 1860 gekeimt                                                                                 | Direkt Bild zu diesem Denkmal hochladen |
| ND-7334-189 | Bismarck-Eiche                       | Schaidt, südlich des Ortes; Abteilung Alter Schlag Lage           | Quercus robur, um 1650 gekeimt                                                                                 | Fotos hochladen                         |
| ND-7334-190 | Aschbach-Eiche                       | Büchelberg, westlich des Ortes; Abteilung Am Aschbach Lage        | Quercus sp. | Direkt Bild zu diesem Denkmal hochladen |
| ND-7334-191 | Große Eiche                          | Büchelberg, westlich des Ortes; Abteilung Salzleck Lage           | auch Dicke Eiche; Quercus robur, um 1500 gekeimt                                                               | Direkt Bild zu diesem Denkmal hochladen |
| ND-7334-192 | Böhl-Eiche                           | Büchelberg, westlich des Ortes; Abteilung Obere Brunnenlache Lage | Quercus robur, um 1750 gekeimt                                                                                 | Direkt Bild zu diesem Denkmal hochladen |
| ND-7334-193 | Wasser-Buche                         | Büchelberg, südlich des Ortes; Abteilung Heßbach Lage             | Fagus orientalis                                                                                               | Direkt Bild zu diesem Denkmal hochladen |
| ND-7334-194 | Knorrige Eiche                       | Büchelberg, südlich des Ortes; Abteilung Katzenbach Lage          | Quercus robur, um 1600 gekeimt                                                                                 | Direkt Bild zu diesem Denkmal hochladen |
| ND-7334-197 | Kallbachsee                          | Wörth, westlich der Stadt an der B 9; Abteilung Haberacker Lage   | Weiher mit Verlandungszone; flächenhaftes Naturdenkmal, ca. 3 ha                                               | Direkt Bild zu diesem Denkmal hochladen |
| ND-7334-211 | Rosskastanie bei der Rheinbrücke     | Maximiliansau, Rheinstraße Lage                                   | Aesculus hippocastanum, um 1850 gepflanzt                                                                      | Fotos hochladen                         |
| ND-7334-212 | Birnbaum in der II. Oberwald-Gewanne | Wörth, nördlich der Stadt; Flur II. Oberwald-Gewanne Lage         | Pyrus communis                                                                                                 | Direkt Bild zu diesem Denkmal hochladen |
| ND-7334-218 | Birnbaum an der Sparbenhecke         | Maximiliansau, Sparbenhecke Lage                                  | Pyrus communis, um 1830 gekeimt                                                                                | Direkt Bild zu diesem Denkmal hochladen |